# Délnyugati tövishátúsáska
A délnyugati tövishátúsáska (Tetrix ceperoi) a tövishátúsáska-félék családjába tartozó, Európában honos sáskafaj.

## Megjelenése
A délnyugati tövishátúsáska testhossza a hím esetében 8-11 mm, a nőstény 9-12 mm. A többi tövishátúsáskánál némileg kisebb és karcsúbb. Alapszíne igen változatos (többnyire a barna, szürke és zöld árnyalatai) amin számos kisebb-nagyobb sötét folt, márványozás látható. A nőstények általában színesebbek, többszínűbbek. A torpajzs hátsó hosszú nyúlványa túlér a potrohvégen és hátsó térdeken (rövid torpajzsú változata csak a mediterrán szigeteken honos), elülső széle nem csúcsos, hanem ívelt vagy egyenes lefutású. A torpajzs tetején a varrat végig kiemelkedik. A torpajzs elülső része oldalnézetben megemelkedett (ez megkülönbözteti a közönséges tövishátúsáskától; további eltérés hogy testfelszíne durvább, egyenetlenebb és fentről nézve a szemek közötti távolság legfeljebb annyi és nem több, mint egy szem szélessége). A hátsó szárny max. 1 mm-rel túlnyúlik a torpajzson. A csáp vékony, a leghosszabb ízek kb. háromszor hosszabbak a szélességüknél. A hátsó comb felső éle a térd közelében egy helyen kifelé megtörik. 
Nem ad ki hangot.

### Hasonló fajok
A közönséges tövishátúsáska és a Bolivar-tövishátúsáska hasonlít rá. 

## Elterjedése
Európában honos, Spanyolországtól és Dél-Angliától Kelet-Európáig és a Balkánig, de sokhelyütt csak lokális, szigetszerű populációi ismertek. Más fajokkal való összetéveszthetősége miatt elterjedése nincs teljesen feltérképezve. Magyarországi előfordulása még nem teljesen bizonyított, Kelet-Ausztriában is csak 2015-ben észlelték először. 

## Életmódja
A nedves és meleg élőhelyeket kedveli, ahol csupasz, növényzetmentes talajfelületeket is talál. Folyópartokon, kavics- és homokágyak közelében, iszapos-sáros tópartokon, lápréti földutak mentén, lápok növényzetmentes részein található meg. Jól repül. Növényevő.
Évente két nemzedéke figyelhető meg. Az áttelelő imágók április-májusban szaporodnak. A nőstények a nedves talajba rakják petéiket, amelyekből kb. 10-20 nappal később kelnek ki a lárvák. A hím lárvák öt, a nőstények hat lárvastádiumon mennek át, mielőtt augusztus-szeptemberre imágóvá alakulnak. A kifejlett állatok áttelelnek. 

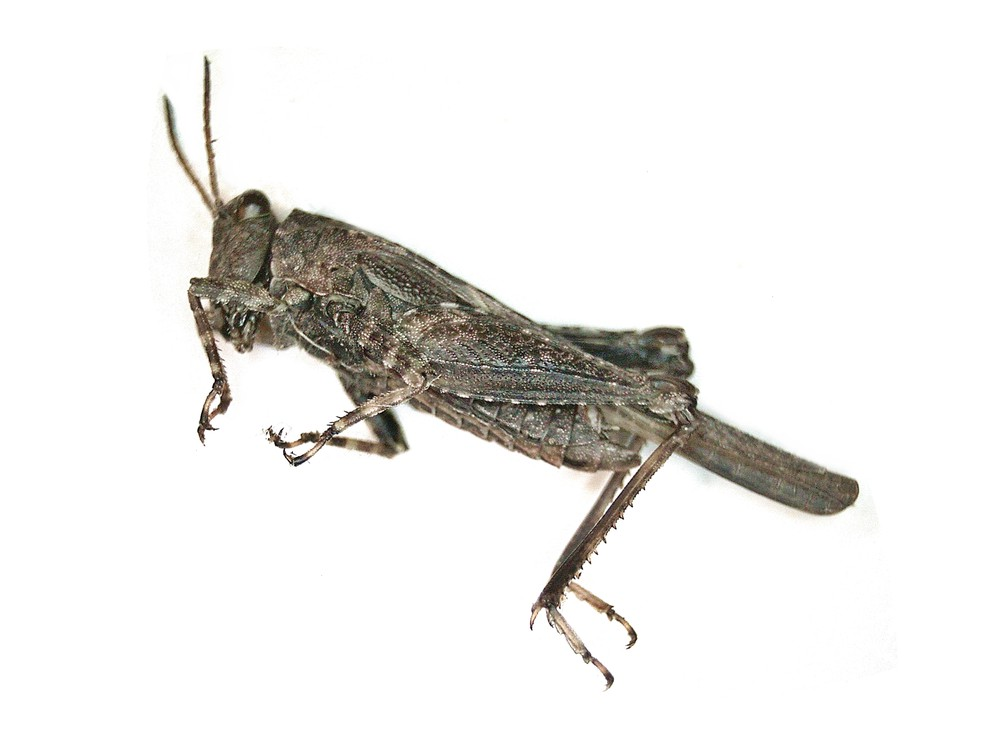
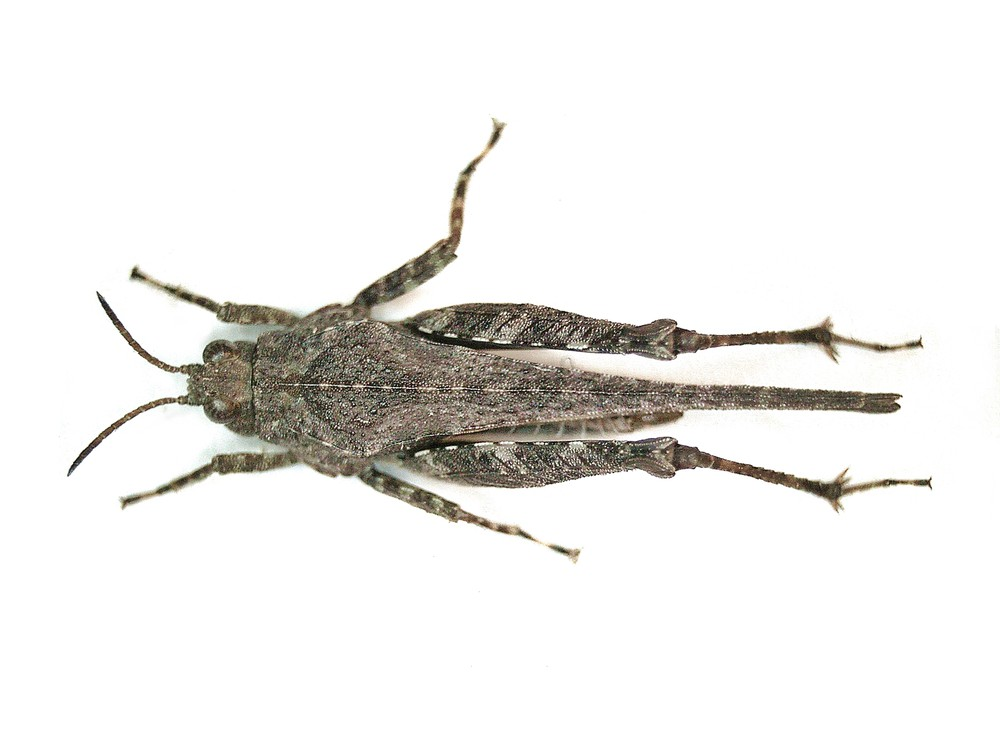
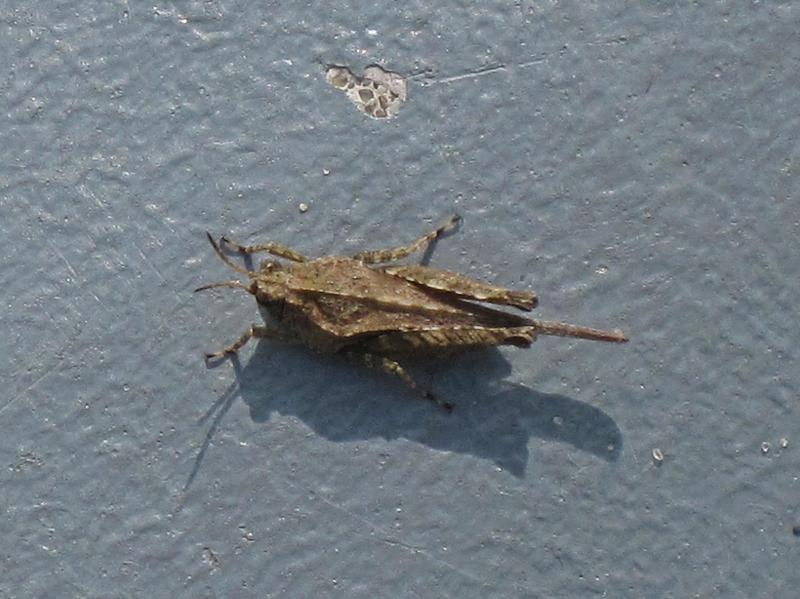
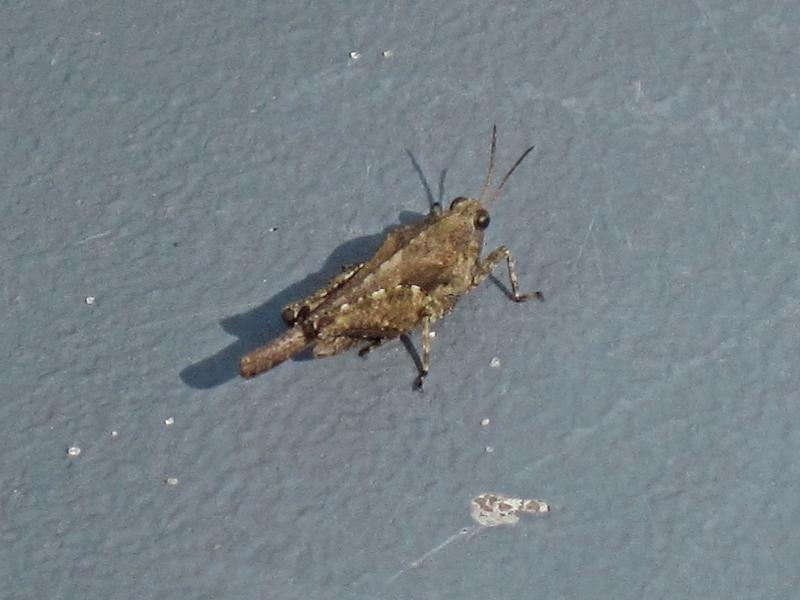

Magyarországon nem védett.